# Зюзин, Артур Игоревич
Арту́р Зю́зин (латыш. Artūrs Zjuzins; 18 июня 1991, Рига, Латвийская ССР, СССР) — латвийский футболист, полузащитник клуба РФС и сборной Латвии.

## Клубная карьера
Является воспитанником Футбольной школы Шитика. В 2007 году подписал контракт с клубом «Вентспилс». За два сезона, проведенных в команде, сыграл за неё всего в двух матчах. В 2009 году перешёл в «Транзит». В 2010 году вернулся в «Вентспилс», где был избран капитаном. В январе 2011 года сообщалось об интересе к футболисту со стороны римского «Лацио». В марте Зюзин подписал контракт со словацкой командой «Жилина». Там он играл преимущественно во второй команде. Летом того же года перешёл в калининградскую «Балтику». Дебютировал в команде 29 августа в матче с «Уралом» (2:2). Первый гол в России забил 22 сентября в ворота «Химок». Та встреча завершилась со счетом 4:1 в пользу «Балтики».

## Карьера в сборной
Выступал за сборные Латвии до 17, 19 лет и молодёжную. 29 февраля 2012 года в товарищеском матче со сборной Казахстана (0:0) дебютировал за первую сборную Латвии. Вышел на поле на 82 минуте встречи, заменив Андрея Переплеткина.

## Достижения
«Вентспилс»
- Чемпион Латвии: 2007, 2008
- Серебряный призёр чемпионата Латвии: 2010
- Обладатель Кубка Латвии: 2007
- Финалист Кубка Латвии: 2008

«Жилина»
- Бронзовый призёр чемпионата Словакии: 2011

«Балтика»
- Бронзовый призёр Кубка ФНЛ: 2013

Сборная Латвии
- Финалист Балтийской лиги: 2007